# Mike Conley Jr.
Michael „Mike“ Alex Conley Jr. (* 11. Oktober 1987 in Fayetteville, Arkansas) ist ein US-amerikanischer Basketballspieler, der bei den Minnesota Timberwolves in der NBA unter Vertrag steht. Conley Jr. ist der Sohn des Leichtathleten und Olympiasiegers Mike Conley Sr.

## Karriere

### Highschool und College
Während der Highschool spielten Conley und Greg Oden im gleichen Team. Gemeinsam gewannen sie mit ihrem Team dreimal in Folge die Staatsmeisterschaft. Bereits 2005 verkündeten Oden und Conley, dass sie ab 2006 für das Basketballteam der Ohio State University auf Korbjagd gehen werden.
Bei den Buckeyes überzeugte Conley in seinem Freshman-Jahr und führte die „Big Ten Conference“ mit 6,1 Assists pro Spiel an. Während des NCAA-Turniers führten Conley, Oden und Daequan Cook ihr Team bis ins Finale der NCAA Division I Basketball Championship, wo man sich dem Basketballteam der Florida Gators um Joakim Noah, Corey Brewer und Al Horford geschlagen geben musste. Conley, Oden und Cook gaben nach dem Ausscheiden ihre Anmeldung zur NBA-Draft bekannt.

### NBA

#### Memphis Grizzlies (2007 bis 2019)

Conley im November 2013

In der NBA-Draft 2007 wurde Conley nach Greg Oden, Kevin Durant und Al Horford an vierter Stelle von den Memphis Grizzlies ausgewählt. In seiner Debütsaison bei den Grizzlies überzeugte Conley mit guten Werten in Punkten und Assists. Im Jahr darauf begann Conley unter Trainer Marc Iavarorn als Starter, verlor jedoch seinen Starterplatz an Kyle Lowry. Bis zur Saisonmitte erzielte Conley nur noch 7,5 Punkte und 3,4 Assists pro Spiel.
Nachdem Lionel Hollins zum neuen Grizzlies Headcoach ernannt und Lowry zu den Houston Rockets transferiert wurde, erhielt Conley seinen Starterplatz zurück und verbesserte seine statistischen Werte in den verbleibenden Spielen auf 14,8 Punkten und 5,7 Assists. Während der Saisons 2009/10 und 2010/11 stand Conley in allen Spielen von Beginn an auf dem Feld. Mit Karrierebestwerten in Punkten, Assists und Steals erreichte Conley mit dem Grizzlies 2011 erstmals die Play-offs. Trotz der Verletzung von Grizzlie-Starspieler Rudy Gay gelang den Grizzlies während der Play-offs eine Sensation, als man das beste Team im Westen, die San Antonio Spurs, in der ersten Runde besiegte. Die Mannschaft schied in der Runde danach gegen die Oklahoma City Thunder aus.
2013 wurde Conley in das NBA All-Defensive Second Team berufen. 2014 gewann er, aufgrund seiner Fairness, den NBA Sportsmanship Award. Am 13. Dezember erzielte Conley mit 36 Punkten gegen die Philadelphia 76ers einen Karriererekord. Mit den Grizzlies erreichte er auch 2015 die Playoffs, schied jedoch mit dem Team in der ersten Runde aus.
In der Saison 2015–16 erlitt Conley eine Fußverletzung und fiel für den Rest der Saison und den Playoffs aus. Conley gewann 2016 zum zweiten Mal den NBA Sportsmanship Award.
Im Sommer 2016 unterschrieb Conley einen 153 Millionen Dollar dotierten Fünfjahresvertrag bei den Grizzlies. Die Gesamtsumme des Vertrages ist eine der Höchsten in der NBA-Geschichte, die an einen Spieler ausgezahlt werden wird. In der Saison 2017–18 erlitt eine schwere Achillesverletzung und absolvierte nur 12 von 82 möglichen Saisonspielen.
Er kehrte wieder genesen zur Saison 2018–19 zurück und erzielte mit 21,1 Punkten pro Spiel seinen besten Karrierewert. Dabei gelang ihm unter anderem am 5. März 2019 ein Karriererekord von 40 Punkten gegen die Portland Trail Blazers. Conley gewann 2019 zum dritten Mal den NBA Sportsmanship Award und zum ersten Mal den Twyman-Stokes Teammate of the Year Award.

#### Utah Jazz (2019 bis 2023)
Die Grizzlies planten einen Neuaufbau und gaben Conley kurz vor dem NBA-Draft 2019 zu den Utah Jazz ab. Im Gegenzug wechselten Kyle Korver, Jae Crowder, Grayson Allen und Draftpicks zu den Grizzlies. Conley verleß die Grizzlies nach 12 Jahren als deren All-Time-Leader in absolvierten Spielen, Punkten, Assists, Steals und getroffenen Dreipunktwürfen. Für die Jazz spielte Conley, nach einem schwachen Start in die Saison, eine allgemein solide Saison und lieferte eine gute Playoffsperformance ab. Er setzte dennoch einige Spiele mit Muskelproblemen aus. In der Saison 2020/21 startete der wiedergenesene Conley stark und wurde nach 14 Jahren Ligazugehörigkeit 2021 erstmals in das NBA All-Star Game als Ersatz für den verletzten Devin Booker einberufen, der selbst als Ersatzspieler kurz zuvor berufen wurde. Mit den Jazz gelang es Conley die beste Bilanz der Saison zu erringen. In den Playoffs schieden die Jazz jedoch in der zweiten Playoffrunde gegen die Los Angeles Clippers vorzeitig mit 2:4 aus. Conley setzte Verletzungbedingt alle Spiele, außer das sechste Spiel der Serie aus.
Im Sommer 2021 verlängerte Conley seinen Vertrag bei den Utah Jazz um drei weitere Jahre für 72,5 Millionen US-Dollar. Er spielte bis Februar 2023 für die Jazz, wo er Starter blieb.

#### Minnesota Timberwolves (seit 2023)
Im Februar 2023 wurde Conley im Rahmen eines Dreiteamtausches mit den Jazz, Minnesota Timberwolves und L.A. Lakers zusammen mit Teamkollegen Nickeil Alexander-Walker zu den Wolves transferiert.

## Karriere-Statistiken

### NBA

#### Reguläre Saison
| Saison   | Team             | GP   | GS   | MPG  | FG % | 3P % | FT % | RPG | APG | SPG | BPG | PPG  |
| -------- | ---------------- | ---- | ---- | ---- | ---- | ---- | ---- | --- | --- | --- | --- | ---- |
| 2007–08  | Memphis          | 53   | 46   | 26.1 | .428 | .330 | .732 | 2.6 | 4.2 | 0.8 | 0.0 | 9.4  |
| 2008–09  | Memphis          | 82   | 61   | 30.6 | .442 | .406 | .817 | 3.4 | 4.3 | 1.1 | 0.1 | 10.9 |
| 2009–10  | Memphis          | 80   | 80   | 32.1 | .445 | .387 | .743 | 2.4 | 5.3 | 1.4 | 0.2 | 12.0 |
| 2010–11  | Memphis          | 81   | 81   | 35.5 | .444 | .369 | .733 | 3.0 | 6.5 | 1.8 | 0.2 | 13.7 |
| 2011–12  | Memphis          | 62   | 61   | 35.1 | .433 | .377 | .861 | 2.5 | 6.5 | 2.2 | 0.2 | 12.7 |
| 2012–13  | Memphis          | 80   | 80   | 34.5 | .440 | .362 | .830 | 2.8 | 6.1 | 2.2 | 0.3 | 14.6 |
| 2013–14  | Memphis          | 73   | 73   | 33.5 | .450 | .361 | .815 | 2.9 | 6.0 | 1.5 | 0.2 | 17.2 |
| 2014–15  | Memphis          | 70   | 70   | 31.8 | .446 | .386 | .859 | 3.0 | 5.4 | 1.3 | 0.2 | 15.8 |
| 2015–16  | Memphis          | 56   | 56   | 31.4 | .422 | .363 | .834 | 2.9 | 6.1 | 1.2 | 0.3 | 15.3 |
| 2016–17  | Memphis          | 69   | 68   | 33.2 | .459 | .407 | .859 | 3.5 | 6.3 | 1.3 | 0.3 | 20.5 |
| 2017–18  | Memphis          | 12   | 12   | 31.1 | .381 | .312 | .803 | 2.3 | 4.1 | 1.0 | 0.3 | 17.1 |
| 2018–19  | Memphis          | 70   | 70   | 33.5 | .438 | .364 | .845 | 3.4 | 6.4 | 1.3 | 0.3 | 21.1 |
| 2019–20  | Utah             | 47   | 41   | 29.0 | .409 | .375 | .827 | 3.2 | 4.4 | 0.8 | 0.1 | 14.4 |
| 2020–21  | Utah             | 51   | 51   | 29.4 | .444 | .412 | .852 | 3.5 | 6.0 | 1.4 | 0.2 | 16.2 |
| 2021–22  | Utah             | 72   | 72   | 28.6 | .435 | .408 | .796 | 3.0 | 5.3 | 1.3 | 0.3 | 13.7 |
| 2022–23  | Utah / Minnesota | 67   | 66   | 30.3 | .428 | .385 | .834 | 2.7 | 6.7 | 1.1 | 0.2 | 11.9 |
| 2023–24  | Minnesota        | 76   | 76   | 28.9 | .457 | .442 | .911 | 2.9 | 5.9 | 1.2 | 0.2 | 11.4 |
| Gesamt   | Gesamt           | 1101 | 1064 | 31.6 | .439 | .387 | .823 | 3.0 | 5.7 | 1.4 | 0.2 | 14.4 |
| All-Star | All-Star         | 1    | 0    | 13.0 | .167 | .200 | .000 | 1.0 | 2.0 | 1.0 | 0.0 | 3.0  |

#### Play-offs
| Saison  | Team      | GP | GS | MPG  | FG % | 3P % | FT %  | RPG | APG | SPG | BPG | PPG  |
| ------- | --------- | -- | -- | ---- | ---- | ---- | ----- | --- | --- | --- | --- | ---- |
| 2010–11 | Memphis   | 13 | 13 | 39.0 | .388 | .297 | .830  | 3.8 | 6.4 | 1.1 | 0.2 | 15.2 |
| 2011–12 | Memphis   | 7  | 7  | 39.6 | .421 | .500 | .750  | 3.3 | 7.1 | 0.9 | 0.0 | 14.1 |
| 2012–13 | Memphis   | 15 | 15 | 38.3 | .384 | .281 | .763  | 4.7 | 7.1 | 1.7 | 0.3 | 17.0 |
| 2013–14 | Memphis   | 7  | 7  | 38.1 | .431 | .111 | .769  | 4.6 | 7.9 | 2.0 | 0.1 | 15.9 |
| 2014–15 | Memphis   | 8  | 8  | 30.4 | .427 | .303 | .821  | 1.1 | 5.0 | 1.4 | 0.0 | 14.4 |
| 2016–17 | Memphis   | 6  | 6  | 37.3 | .485 | .447 | .838  | 3.3 | 7.0 | 1.7 | 0.5 | 24.7 |
| 2019–20 | Utah      | 5  | 5  | 33.0 | .484 | .529 | .864  | 2.8 | 5.2 | 1.6 | 0.2 | 19.8 |
| 2020–21 | Utah      | 6  | 6  | 29.3 | .426 | .486 | 1.000 | 3.5 | 7.7 | 0.2 | 0.5 | 15.3 |
| 2021–22 | Utah      | 6  | 6  | 29.0 | .333 | .200 | .800  | 3.2 | 4.8 | 0.8 | 0.3 | 9.2  |
| 2022–23 | Minnesota | 5  | 5  | 36.6 | .476 | .455 | .909  | 2.6 | 6.4 | 0.6 | 0.0 | 12.0 |
| 2023–24 | Minnesota | 15 | 15 | 31.6 | .428 | .395 | .714  | 3.9 | 5.7 | 1.4 | 0.2 | 11.6 |
| Gesamt  | Gesamt    | 93 | 93 | 35.1 | .418 | .364 | .803  | 3.5 | 6.4 | 1.3 | 0.2 | 15.1 |